# تئاترو رئال
تئاترو رئال (به اسپانیایی: Teatro Real)، به معنی «تئاتر سلطنتی»، تالار اپرایی در مادرید اسپانیا است.